# Eichamt

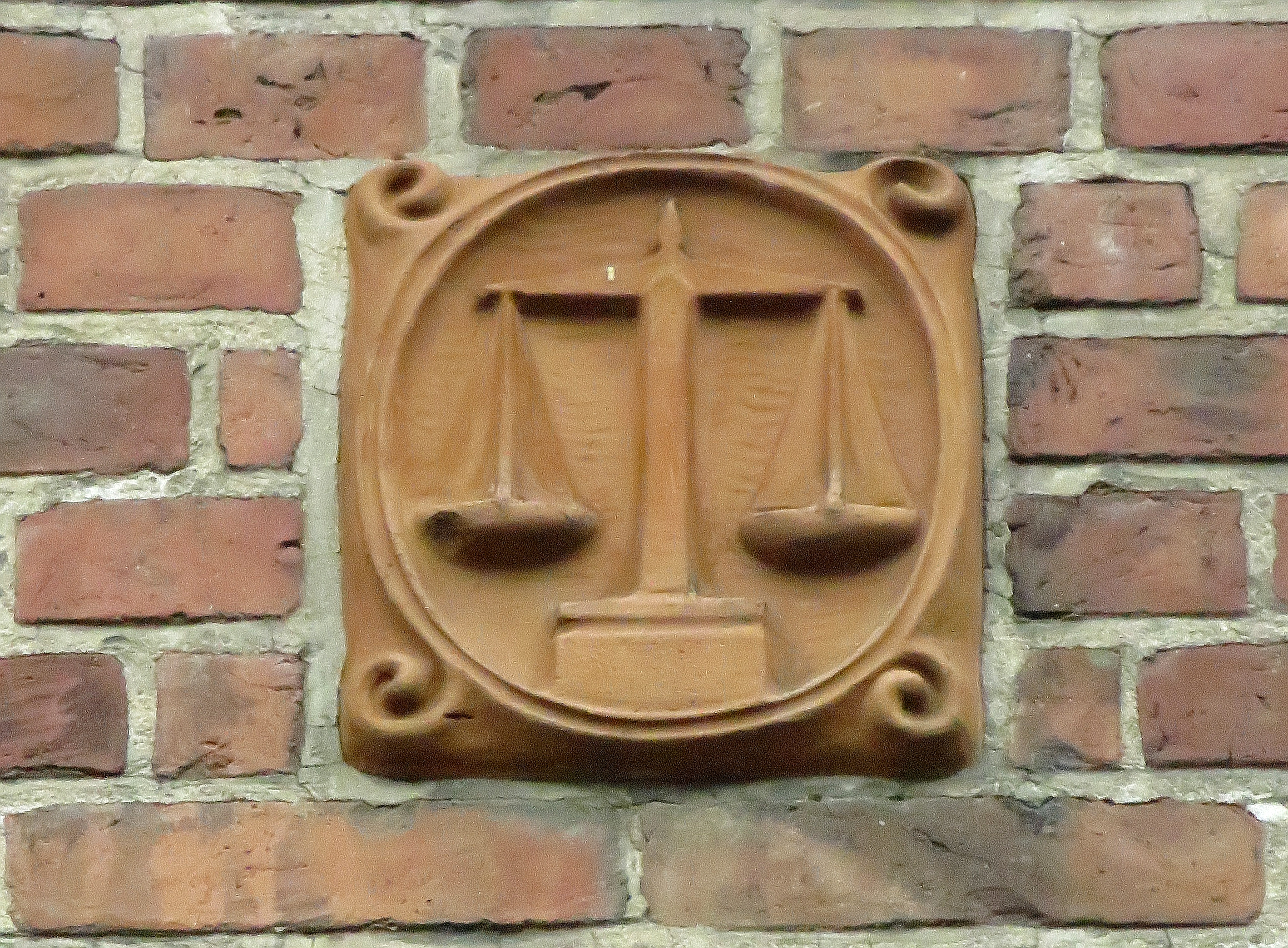
Terrakotta-Medaillon vom Gebäude des ehemaligen Flensburger Eichamtes, welches die Funktion eines Eichamtes versinnbildlicht

Hauptaufgaben der Eichämter sind die Eichung sowie die Verwendungs- und Marktüberwachung von Messgeräten, die aufgrund der Messgröße und ihres Verwendungzweckes dem Eichrecht unterliegen.

## Aufgaben

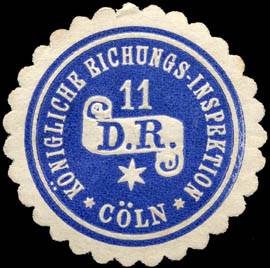
Siegelmarke der Königlichen Eichungs-Inspektion 11 des Reiches in Köln

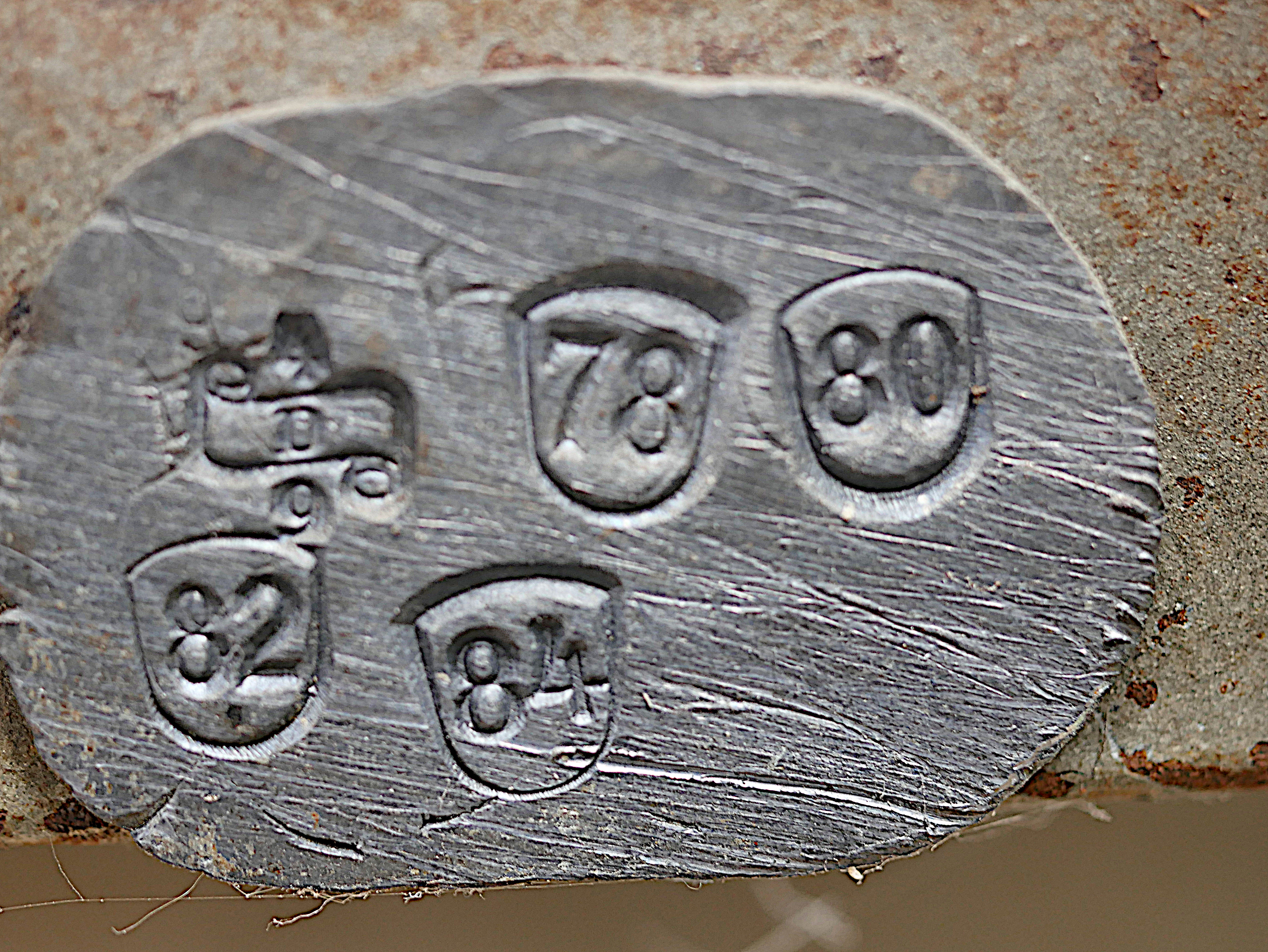
Plombe des Eichamts Trier (9) im Aufsichtsgebiet Bad Kreuznach (4) mit Jahreszahlen an einer Tafelwaage

Die Aufgaben der Eichämter können sich von Land zu Land unterscheiden. Typische Aufgaben sind:
- Vollzug des Eichgesetzes (bis 31. Dezember 2014) bzw. Mess- und Eichgesetzes (ab 1. Januar 2015)
- Eichung von Taxametern, Zapfsäulen, Tankfahrzeugen, Waagen, Geräte zur Geschwindigkeitsüberwachung im Straßenverkehr, Gewichtstücken (Einzelhandel) und vielen anderen Messgeräten
- messtechnische Kontrolle von Medizinprodukten (medizinischen Messgeräten im Bereich der Heilkunde) (nicht in allen Bundesländern Aufgabe der Eichbehörde)
- Marktüberwachung von Messgeräten, insbesondere nach Richtlinie 2014/32/EU über Messgeräte und Richtlinie 2014/31/EU über nichtselbsttätige Waagen
- Aufsicht über die staatlich anerkannten Prüfstellen, bei denen Verbrauchsmessgeräte (Wasserzähler, Gaszähler, Elektrizitätszähler, Wärmezähler) geeicht werden
- Zulassung und Überwachung von Messgeräten für das Eichen (Prüfstände) und Eichung von Normalen
- Durchführung von Befundprüfungen an Messgeräten
- Überwachungen von Fertigpackungen nach Gewicht bzw. Volumen
- Beratung von Verbrauchern und Wirtschaft im Bereich des Eichrechtes

## Deutschland

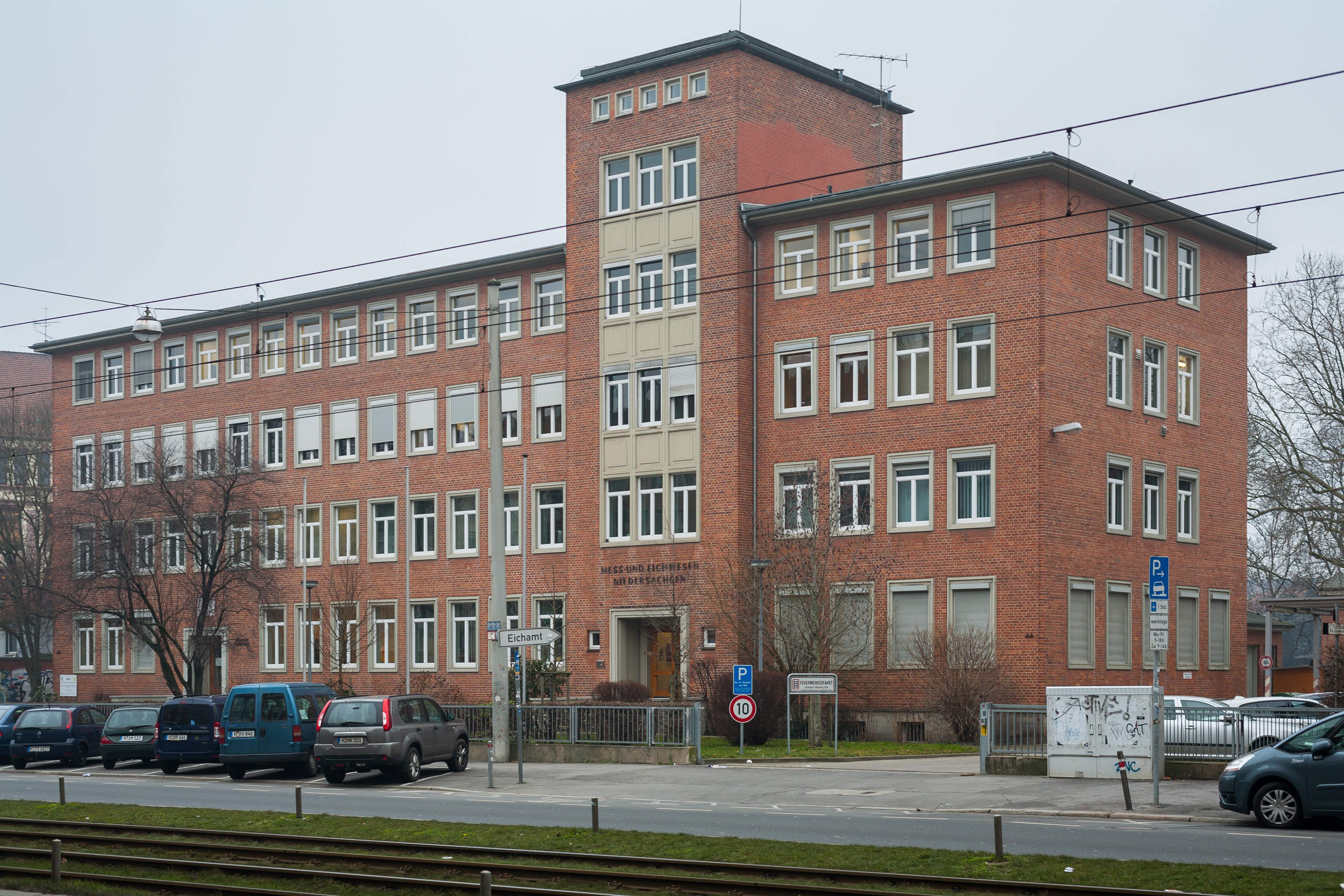
Direktion des niedersächsischen Mess- und Eichwesens in Hannover

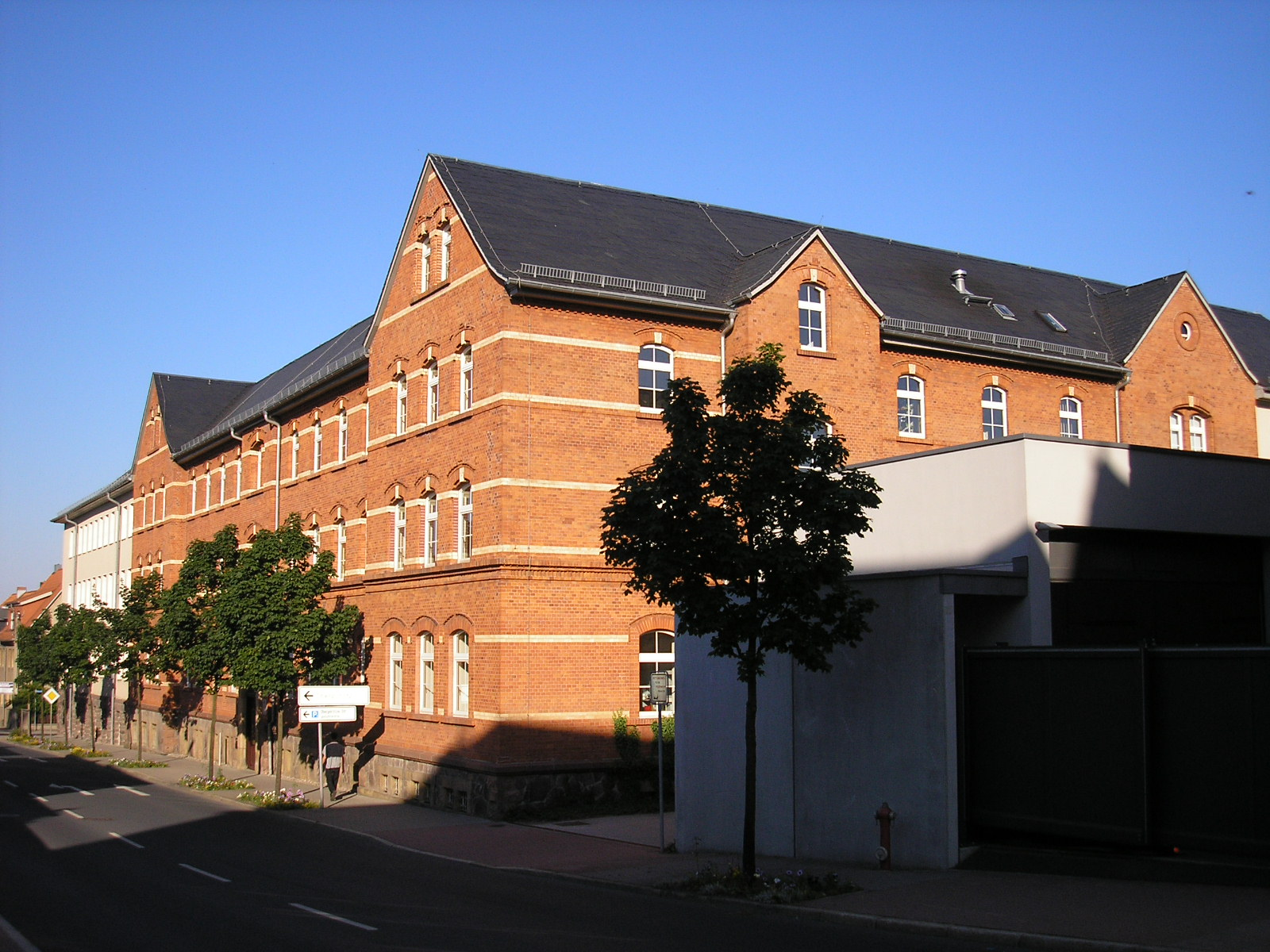
Thüringer Landeseichamt in Ilmenau

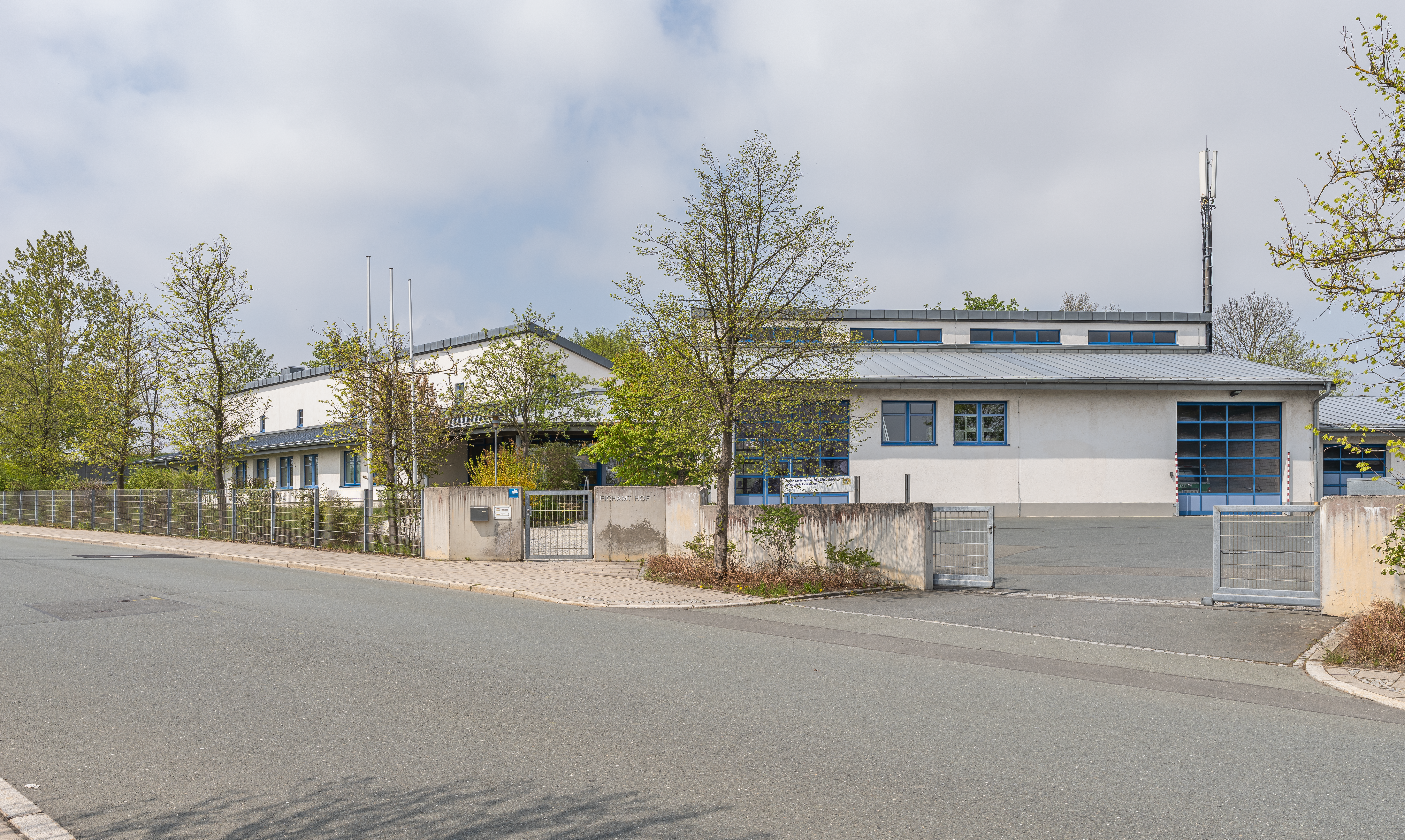
Eichamt Hof, das dem Bayerischen Landesamt für Maß und Gewicht untersteht

Die Eichämter der Bundesländer sind in Deutschland für das gesetzliche Messwesen zuständig (verstaatlicht 1912). Für den Vollzug des Eichrechts sind in Deutschland die Eichbehörden des jeweiligen Bundeslands zuständig. Dabei besitzen Berlin und Brandenburg sowie die norddeutschen Länder Hamburg, Schleswig-Holstein und Mecklenburg-Vorpommern jeweils eine gemeinsame Eichbehörde. In der DDR lag die Zuständigkeit bei den Eichdirektionen der Bezirke. Die Eichämter unterstehen organisatorisch in der Regel dem Wirtschaftsministerium des Landes. In der DDR unterstanden die Eichämter dem Deutschen Amt für Maß und Gewicht.
Die Deutsche Akademie für Metrologie (DAM) ist eine gemeinsame Aus- und Fortbildungseinrichtung für die Eichbediensteten aller Bundesländer mit Sitz in München.
| Bundesland             | Name                                                                    | Organisationsform | Link                            |
| ---------------------- | ----------------------------------------------------------------------- | ----------------- | ------------------------------- |
| Baden-Württemberg      | Eich- und Beschusswesen Baden-Württemberg (EBBW)                        |                   | ebbw.org                        |
| Bayern                 | Landesamt für Maß und Gewicht                                           | Landesbehörde     | lmg.bayern.de                   |
| Berlin                 | Landesamt für Mess- und Eichwesen Berlin-Brandenburg                    |                   | lme.berlin-brandenburg.de       |
| Brandenburg            | Landesamt für Mess- und Eichwesen Berlin-Brandenburg                    |                   | lme.berlin-brandenburg.de       |
| Bremen                 | Eichamt Bremen                                                          |                   | eichamt.bremen.de               |
| Hamburg                | Eichdirektion Nord                                                      |                   | ed-nord.de                      |
| Hessen                 | Hessische Eichdirektion                                                 | Landesbehörde     | hed.hessen.de                   |
| Mecklenburg-Vorpommern | Eichdirektion Nord                                                      |                   | ed-nord.de                      |
| Niedersachsen          | Mess- und Eichwesen Niedersachsen                                       |                   | men.niedersachsen.de            |
| Nordrhein-Westfalen    | Landesbetrieb Mess- und Eichwesen NRW                                   | Landesbetrieb     | lbme.nrw.de                     |
| Rheinland-Pfalz        | Landesamt für Mess- und Eichwesen Rheinland-Pfalz                       |                   | lme.rlp.de                      |
| Saarland               | Eichaufsichtsbehörde Saarland                                           |                   | lua.saarland.de                 |
| Sachsen                | Staatsbetrieb für Mess- und Eichwesen                                   | Staatsbetrieb     | eichamt.sachsen.de              |
| Sachsen-Anhalt         | Landeseichamt Sachsen-Anhalt                                            |                   | landeseichamt.de                |
| Schleswig-Holstein     | Eichdirektion Nord                                                      |                   | ed-nord.de                      |
| Thüringen              | Landesamt für Verbraucherschutz Thüringen Abteilung Mess- und Eichwesen |                   | verbraucherschutz.thueringen.de |

## Österreich
In Österreich werden die Aufgaben des Eichwesens vom Bundesamt für Eich- und Vermessungswesen wahrgenommen.

## Schweiz
In der Schweiz werden die Aufgaben des Eichwesens vom Eidgenössischen Institut für Metrologie METAS (nationales Metrologieinstitut) und von den kantonalen Eichämtern wahrgenommen. Das METAS kann für gewisse Aufgaben Eichstellen benennen.

## Weitere Länder
In Luxemburg ist die Funktion des Eichamtes mit anderen Aufgaben im Luxemburgischen Institut für Normung, Zulassung, Sicherheit und Qualität von Produkten und Dienstleistungen (ILNAS) lokalisiert.
In Schweden hat die staatliche Behörde SWEDAC die Funktion des Eichamtes.